# Intermezzo (Strauss)
Intermezzo – Eine bürgerliche Komödie mit sinfonischen Zwischenspielen in zwei Aufzügen (Opus 72, TrV 246) ist die achte Oper von Richard Strauss. Das Libretto verfasste der Komponist selbst. Die Uraufführung fand am 4. November 1924 im Schauspielhaus Dresden statt.

## Handlung
Bühne: Die Villa des Hofkapellmeisters Storch; Rodelbahn am Grundlsee; Salon in Wien; Prater in Wien

### Erster Akt
Der berühmte Tondichter und Hofkapellmeister Storch muss zu einem Engagement nach Wien. Die Reisevorbereitungen führen zu – offensichtlich üblichen – Reibereien mit seiner ihn fürsorglich bedrängenden Frau Christine. Nach seiner Abreise lernt Christine den Baron Lummer kennen, den sie beim Rodeln über den Haufen fährt. Sie will ihrem Mann einen Empfehlungsbrief für den jungen Mann, der gerne studieren möchte, schreiben, weist Lummer aber ärgerlich ab, als er sie um Geld bittet. Völlig in Rage gerät sie, als die Post den schlüpfrigen Brief einer gewissen „Mieze Meier“ an ihren Mann bringt. Christine will die Trennung und schickt ihrem Mann ein Telegramm nach Wien – „Wir sind für immer geschieden!“

### Zweiter Akt
Wien – Storch beim Skat. Christines Telegramm trifft ein. Storch, der eben noch seine Frau in der Herrenrunde in Schutz genommen hat, ist fassungslos, ahnt aber nach einiger Zeit die Verwechslung. Kapellmeister Stroh, der „Bekannte“ von Mieze Meier und eigentliche Empfänger des Briefs, muss den Irrtum aufklären. Versöhnung im Hause Storch – die Eheleute lachen wieder über ihre „vorbildliche“ Ehe.

## Entstehungsgeschichte
Während der Arbeit an der Frau ohne Schatten bat Strauss seinen Librettisten Hugo von Hofmannsthal im Mai 1916 um eine „ganz moderne, absolut realistische Charakter- und Nervenkomödie“ als Gegenpol. Hofmannsthal lehnte ab und empfahl den Dramatiker und Kritiker Hermann Bahr. Da Strauss eine Oper mit autobiographischen Zügen im Sinn hatte, riet Bahr dem Komponisten dazu, das Libretto unter Anleitung selbst zu verfassen. Strauss schuf einen gelungenen Komödientext, die Hauptpersonen sind unschwer als das Ehepaar Strauss zu erkennen. Er stellte der Partitur aber eine längere theoretische Einleitung voran, in der er das Konzept der Oper erläuterte; Strauss sah in ihr mehr als einen autobiographischen „Reißer“ oder einen „Lückenbüßer bis zum nächsten Hofmannsthal“, obwohl er sich einmal dahingehend geäußert hatte.
Zu Beginn der Arbeit hatte die Oper den Arbeits-Titel Das eheliche Glück. Anfang Juni 1918 schrieb Strauss an Hofmannsthal, ihm gehe die Komposition der „kleinen Eheoper (…) ausgezeichnet von der Hand“. Dennoch vollendete Strauss die Komposition erst am 21. August 1923 auf der zweiten Südamerika-Tournee mit den Wiener Philharmonikern.
Die Uraufführung fand am 4. November 1924 im Schauspielhaus Dresden statt, die Leitung hatte Fritz Busch (mit Lotte Lehmann als Christine). Beim Publikum war die Oper aufgrund der autobiographischen „Enthüllungen“ ein großer Erfolg, von der Kritik wurde sie aus dem gleichen Grund sehr ungnädig behandelt (Paul Hindemith bildete hier eine Ausnahme). Nach dem Abklingen der „Sensation“ wurde es zum großen Bedauern des Komponisten schnell still um die Oper, auch heute wird Intermezzo nur vereinzelt gespielt, so etwa im Jahre 2008 am Opernhaus Zürich in einer Inszenierung von Jens-Daniel Herzog unter der Leitung von Peter Schneider.

## Gestaltung

### Orchester
Die Orchesterbesetzung der Oper enthält die folgenden Instrumente:
- Holzbläser: zwei Flöten (2. auch Piccolo), zwei Oboen (2. auch Englischhorn), zwei Klarinetten in B (2. auch Bassklarinette in A und B), zwei Fagotte
- Blechbläser: drei Hörner, zwei Trompeten, zwei Posaunen
- ein Paar Pauken, Schlagzeug: große Trommel, kleine Trommel, Triangel, Becken, ein Paar Schellen
- Harfe
- Klavier, großes Harmonium
- Streicher: elf Violinen 1, neun Violinen 2, fünf  Bratschen, fünf Violoncelli, drei Kontrabässe

### Musik
Strauss erläuterte in seiner Einleitung zur Partitur das Ziel seines Werks: Wortverständlichkeit. Die Singstimmen stehen im Vordergrund, das Orchester assistiert nur. Strauss wollte ein „deutsches Parlando“ schaffen. Die rasche Szenenfolge des Stücks wird durch zahlreiche Zwischenspiele verbunden, in denen die Handlung musikalisch eingeleitet oder fortgeführt wird (beispielsweise das „Kartenmischen“ durch das Klavier vor der Skatszene). Oper im großen Stil gibt es nur im Finale. Ulrich Schreiber hält die originelle Partitur für eines der „ästhetisch interessantesten“ und für eines der unterschätzten Werke des Tondichters.

## Interpretation
Intermezzo gehört wie auch Die Frau ohne Schatten und Die ägyptische Helena zu den Strauss-Opern, die sich mit dem Thema der Ehe auseinandersetzen. Auch in Arabella bilden die Grundlagen der Lebensgemeinschaft von Mann und Frau die gedankliche Mitte des Werkes. Schon im Kontext seiner Sinfonia domestica hatte Strauss geschrieben: „Die Heirat ist das ernsteste Ereignis im Leben.“ Die zunehmende Gefährdung der bürgerlichen Ehe war in den künstlerischen Diskursen vor allem in der Zeit nach dem Ersten Weltkrieg ein verbreitetes Thema. Die genannten Opern behandeln die Ehe aus der Perspektive von Märchen, Mythos und Geschichte. Für Hofmannsthal war die Ehe vor allem ein „Wunder der Verwandlung“, in dem sich zwei autonome Persönlichkeiten wechselseitig zur Hingabe des eigenen Selbst bereit finden. Für Strauss hingegen stellte die Ehe in erster Linie eine Lebensrealität dar, die als stabilisierende Kraft wirkt und Lebenssicherheit garantieren sollte.
Der Realismus jedoch, mit dem Strauss das Thema in Intermezzo behandelte, war Hofmannsthal zutiefst fremd. Strauss jedoch witterte darin die Spur zu einer neuen Opernform: weg von der Literaturoper, den großen romantischen Stoffen, den übermenschlichen Helden, dem hohlen Pathos der Sprache. Ihm schwebte ein neues Genre von Spiel- und Konversations-Opern in der Struktur episodischer Szenenfolgen vor. Strauss knüpfte damit an Entwicklungen an, die sich in der realistischen und naturalistischen Dramatik (etwa bei Gerhart Hauptmann, Frank Wedekind, Ferdinand Bruckner und Hermann Bahr) gleichzeitig vollzogen. Wie sehr er sogar die Entwicklung der neuen Medien in diese Überlegungen einbezog, zeigt eine Bemerkung gegenüber Hermann Bahr, dass ihm „fast nur Kinobilder“  als Dramaturgie dieses neuen Genres vor Augen stünden.
Hofmannsthal kritisierte die mangelnde Dramatik des Librettos. Es sei ein bloßes „Charaktergemälde“ ohne rechte Handlung. Strauss konterte: „Was sind denn aber auch diese sog. dramatischen Handlungen? Seit 2000 Jahren immer das gleiche: Mord und Totschlag, Intrige des Subalternen gegen den Helden, Verlobung mit überwundenen Hindernissen oder Scheidung – das ist doch alles nicht interessant und so und so oft dagewesen.“  Schon früher hatte er hervorgehoben, so „harmlos und unbedeutend die Anlässe zu diesem Stück“ auch sein mögen, so seien doch, was durch sie hervorgerufen werde, „schließlich immer noch die schwersten Seelenkonflikte, die in einem Menschenherzen sich bewegen können“. Strauss plädierte für die Thematisierung individueller Charaktere und ihrer Konflikte in der Oper, ebenso für die Spiegelung der bürgerlichen Alltagswelt im Libretto wie in der Komposition. Damit schuf er wesentliche Grundlagen für die weitere Entwicklung des realistischen Musiktheaters im 20. Jahrhundert.

## Diskographie (Auswahl)
- GA 1963 (live); Joseph Keilberth; Hanny Steffek (Christine), Hermann Prey (Storch), Anny Felbermayer (Anna), Ludwig Welter (Kammersänger), Ferry Gruber (Lummer), Alfred Poell (Notar); Orchester der Wiener Staatsoper (Orfeo)
- GA 1980; Wolfgang Sawallisch; Lucia Popp (Christine), Dietrich Fischer-Dieskau (Storch), Gabriele Fuchs (Anna), Kurt Moll (Kammersänger), Adolf Dallapozza (Lummer), Klaus Hirte (Notar); Sinfonieorchester des Bayerischen Rundfunks (EMI)